# Diéneces

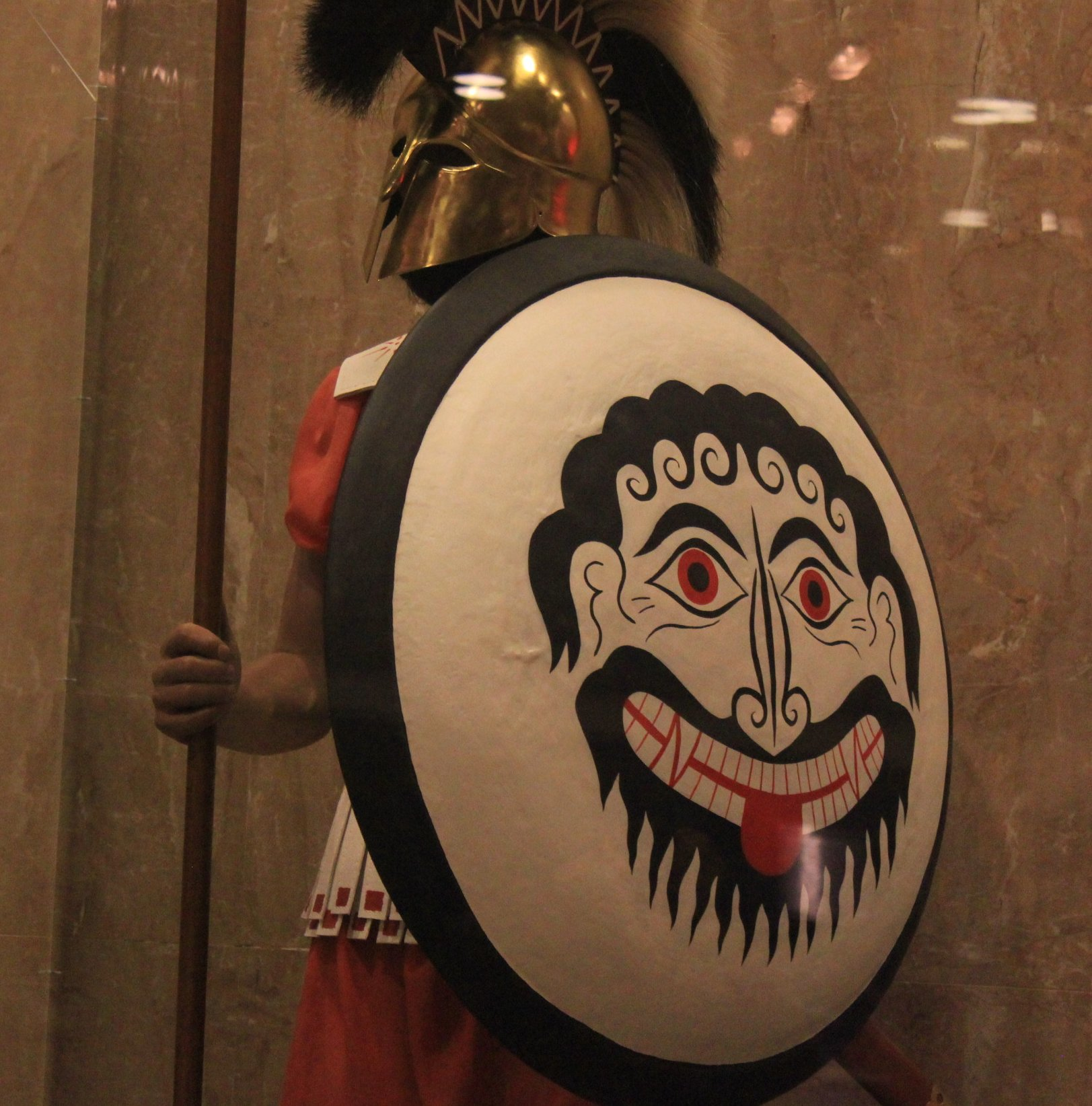
Hoplita espartano (réplica)

Diéneces (en griego: Διηνέκης: Diēnékēs) fue un oficial espartano que participó en la Batalla de las Termópilas, 
Murió en el 480 a. C.
Fue considerado el más valiente de los trescientos guerreros espartanos seleccionados para luchar en esta batalla, ante la invasión del imperio persa, famoso por su gran número de soldados, y por sus arqueros, que eran tantos, que oscurecían el día con sus flechas.
Heródoto relató la siguiente anécdota acerca de él:

Y siendo así que todos aquellos lacedemonios y tespieos se portaron como héroes, es fama con todo que el más bravo fue el espartano Diéneces, de quien cuentan que como oyese decir a uno de los traquinios, antes de venir a las manos con los medos, que al disparar los bárbaros sus arcos cubrirían el sol con una espesa nube de saetas, tanta era su muchedumbre, diole por respuesta un chiste gracioso sin turbarse por ello; antes haciendo burla de la turba de los medos, díjole que no podía el amigo traquinio darle mejor nueva, pues cubriendo los medos el sol se podría pelear con ellos a la sombra sin que les molestase el calor. Este dicho agudo, y otros como éste, dícese que dejó a la posteridad en memoria suya el lacedemonio Diéneces.
Heródoto, Historias (libro 7, 226)

## En la cultura popular
Diéneces trascendió a través de los escritos de Heródoto, y es uno de los personajes principales de la novela de Steven Pressfield Puertas de fuego.
No aparece en la película de 1962 El león de Esparta, dirigida por Rudolph Maté; allí su famosa frase «lucharemos a la sombra», fue pronunciada por el rey Leónidas como respuesta burlona a la amenaza del general persa Hydarnes.
Tampoco aparece en la novela gráfica 300 de Frank Miller ni en la película 300 basada en ella, donde la frase es pronunciada por el personaje ficticio de Stelios.